# Parco nazionale di Cross River
Il parco nazionale di Cross River (in inglese Cross River National Park, abbreviato in CRNP) si trova nella Nigeria sud-orientale e copre un'area di 4 000 km² nello stato di Cross River. È costituito da due aree protette geograficamente separate, i settori di Oban e di Okwangwo. Questi comprendono le ultime aree contigue di foresta pluviale di pianura della Nigeria, con alberi che raggiungono un'altezza compresa tra 40 e 50 metri dal suolo. Le ricerche effettuate hanno dimostrato che questa foresta pluviale ha una storia evolutiva di circa 60 milioni di anni. Entrambi i settori del parco nazionale formano corridoi della biosfera con i parchi nazionali del vicino Camerun e costituiscono un punto caldo di biodiversità.
I censimenti della flora e della fauna hanno rivelato che nei due settori del parco nazionale vivono 119 specie di mammiferi, 49 specie di pesci e circa 950 specie di farfalle. Il parco è di particolare importanza per quanto riguarda la conservazione dei primati della Nigeria, in quanto entro i suoi confini vivono 18 delle 23 specie conosciute presenti nel paese.
Entrambe le aree sono raggiungibili tramite l'autostrada A4, la Calabar-Ikom, o attraverso il Cross River.

## Il settore di Oban
Il settore di Oban copre un'area di circa 3 000 km²; si trova al confine con il Camerun e forma un corridoio della biosfera con il parco nazionale di Korup. Assieme a quest'ultimo figura, con la dicitura Oban Hills/Korup, nell'elenco delle candidature alla lista dei patrimoni dell'umanità. Questo settore è suddiviso in due aree amministrative, Oban Est e Oban Ovest. Il territorio della regione è determinato dalla topografia delle Oban Hills, una serie di colline o montagne che si spingono fino a 1000 metri sul livello del mare. La parte settentrionale dell'area si trova nel bacino idrografico del Cross River e nella parte inferiore del bacino dei fiumi Calabar, Kwa e Korup. La stagione delle piogge dura da marzo a novembre e raggiunge l'apice nei mesi estivi, con l'arrivo del monsone dell'Africa occidentale; le precipitazioni annue si aggirano sui 3 500 mm.
La flora del settore di Oban comprende 1 568 specie diverse di piante vascolari, 77 delle quali endemiche della Nigeria. La vegetazione è dominata da una foresta pluviale in cui prevalgono alberi di Berlinia confusa, Coula edulis, Hannoa klaineana, Klainedoxa gabonensis, Khaya ivorensis e Lophira alata. La regione è anche ricca di felci e orchideee epifite.
Tra i mammiferi presenti ricordiamo, tra gli altri, l'elefante di foresta (Loxodonta cyclotis), lo scimpanzé (Pan troglodytes), il drillo (Mandrillus leucophaeus), il cercopiteco di Sclater (Cercopithecus sclateri) e il colobo rosso di Preuss (Piliocolobus preussi). L'avifauna è rappresentata da circa 349 specie. Il settore di Oban costituisce un importante rifugio per specie quali il malimbe di Rachel (Malimbus racheliae), il pigliamosche cincia golagrigia (Myioparus griseigularis), il bulbul barbuto orientale (Criniger chloronotus), il bulverde di Xavier (Phyllastrephus xavieri), il nibbio dei pipistrelli (Macheiramphus alcinus), l'aquilastore di Cassin (Aquila africana), la faraona crestata (Guttera pucherani), il rallo di bosco golagrigia (Canirallus oculeus), il cuculo codalunga olivaceo (Cercococcyx olivinus), il trogone guancenude (Apaloderma aequatoriale) e l'indicatore codalira (Melichneutes robustus).

## Il settore di Okwangwo
Il settore di Okwangwo si trova circa 50 km a nord-est di quello di Oban, sui monti Sankwala e Mbe. Con una superficie di circa 1 000 km², forma un corridoio della biosfera con l'Afi Mountain Wildlife Sanctuary, lo Mbe Mountains Community Wildlife Sanctuary e il parco nazionale di Takamanda in Camerun. Il terreno della regione è montuoso: nella parte settentrionale si toccano i 1 700 metri sul livello del mare e in quella sud-occidentale i 1 000 metri. In questa zona si trovano le sorgenti dei fiumi Oyi, Bemi e Okon, tutti affluenti del Cross River. Le precipitazioni annue possono raggiungere i 4 280 mm, con una marcata separazione tra la stagione delle piogge e quella secca.
La flora di questo settore comprende 1 545 piante vascolari registrate, appartenenti a varie famiglie, tra le quali Anceistocladus korupensis e Prunus africana sono di particolare importanza nel trattamento dell'AIDS e del carcinoma della prostata. La vegetazione è caratterizzata da estese foreste pluviali di pianura e da savane erbose. Nell'area, nel corso degli ultimi anni, sono state rinvenute e descritte ripetutamente nuove specie di piante. Per la popolazione locale, circa 75 specie vegetali sono di importanza economica o medica.
L'area costituisce un importante rifugio per il gorilla di Cross River (Gorilla gorilla diehli) e per il picatarte collogrigio (Picathartes oreas), entrambi in pericolo di estinzione.